# Berend Knipperdolling

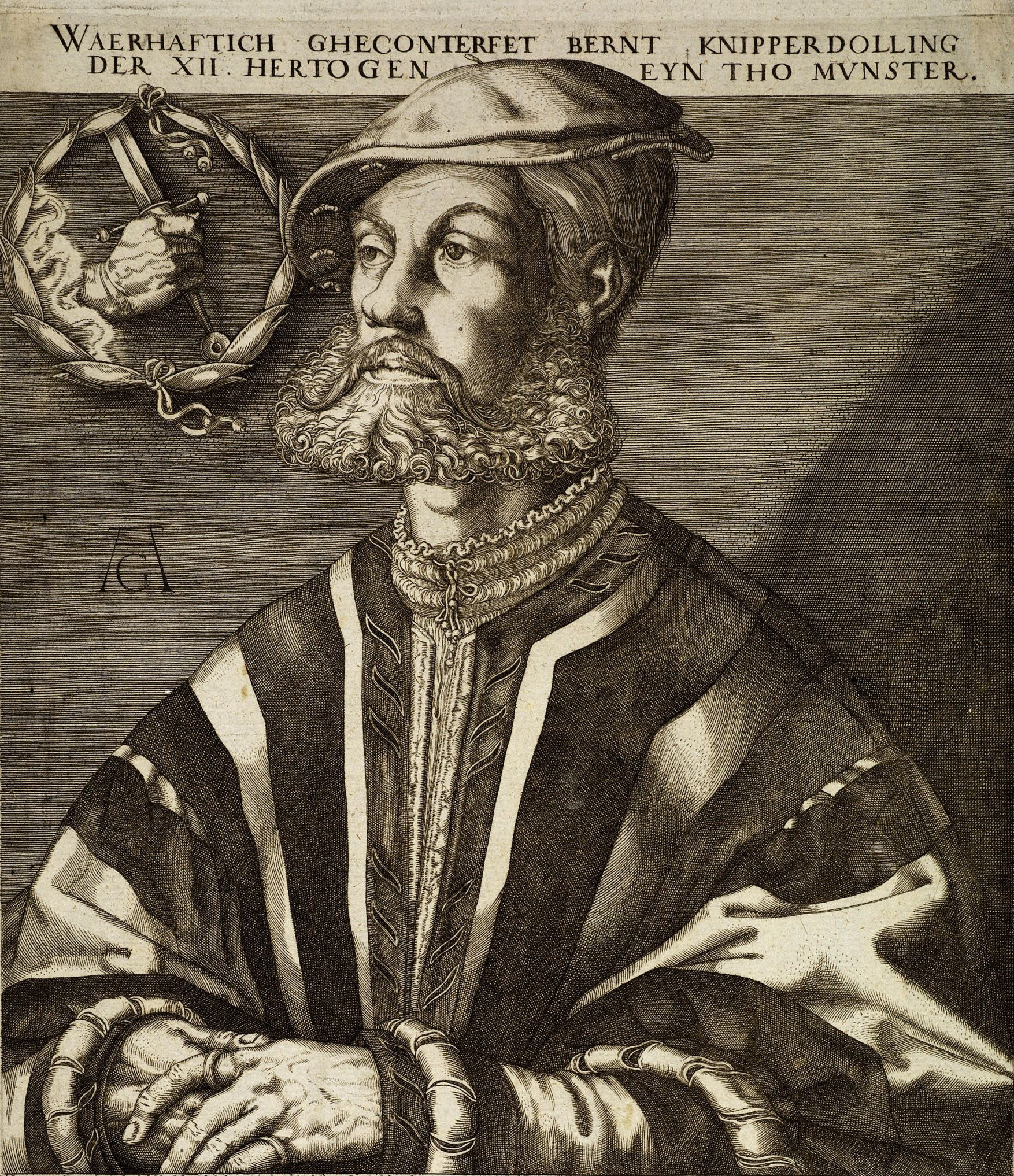
Berend Knipperdolling als koopman, gravure van Heinrich Aldegrever

Berend Knipperdolling (Knipperdollinck, Knypperdollynck, eigenlijk van Stockem) (ca. 1495 - 23 januari 1536) was leider van de wederdopers in Münster, koopman en vanaf 23 februari 1534 burgemeester.
Hij kwam uit een welgestelde familie van handelaren in stoffen in Münster. Hij was lid van een radicale vleugel van de Wederdopersbeweging. Nadat Jan van Leiden tot koning was uitgeroepen in het "koninkrijk Zion" van het zogenaamde "Nieuwe Jeruzalem" werd Knipperdolling diens stadhouder en scherprechter.
Evenwel kon hij de voltrekking van het doodvonnis van zijn dochter niet verhinderen. Zij had haar katholieke geloof niet afgezworen. Toen bisschop Frans van Waldeck Münster belegerde moest zij in het katholieken-getto wonen.
Nadat de bisschop Münster had ingenomen liet hij Knipperdolling op 23 januari 1536 op gruwelijke wijze executeren. Daarna werd zijn lichaam in een ijzeren kooi aan de toren van de Sint Lambertuskerk in de stad opgehangen.
- Gemeinsame Normdatei: 118747118
- International Standard Name Identifier: 0000 0000 5533 3823
- Nationale Bibliotheek van Tsjechië: xx0003984
- Nederlandse Thesaurus van Auteursnamen: 074195662
- Virtual International Authority File: 13102776
- WorldCat: E39PBJc3DwhkJMM947FHCDmw4q